# Lolita Carbon
Lolita Carbon (n. 5 de febrero de 1952, Manila) es una cantante, compositora y guitarrista filipina, miembro y vocalista principal de la agrupación pop, rock y folklórica Asin. 
Es una de las cantautoras más destacadas en su país de origen, a los 10 años de edad ella ganó su primer premio conocido como "Tita Betty Show", que fue un concurso infantil transmitida ¡ en una radioemisora en vivo para elegir a los mejores talentos y su primer tema musical que le hizo ganadora fue "El sueño imposible". Irónicamente, esta canción fue dedicada al mártir filipino "Ninoy Aquino" cuando él fue asesinado en 1983 y como un símbolo se vistió de color amarillo, que también representaba el color de la protesta del pueblo filipino como fue el derramamiento de sangre en febrero de la Revolución de 1986. Se incorporó a la Marina de Filipinas, con una agrupación llamada N2 y como cantante durante 6 meses cuando tenía sólo 13 años de edad. A una edad joven todavía, ella ya estaba cantando, como lo hizo en los números de Shirley Bassey. 
En 1977 conforma la agrupación Asin, quienes se integran como Mike Pillora, Saro Bañares y Pendong Aban, Lolita había conocido en 1976 a Mike y Saro quienes anteriormente conformaban un dueto musical y popular, ya que ella los alienta a unirse junto a ellos para interpretar el tema musical, "Sal de la Tierra", después de que esta melodía fuera interpretada por Joan Báez. Dicho trío, entonces se conoce popularmente como "Pedro, Pablo y María", que comenzaron a cantar en la "Bodega", un lugar muy popular en la primera década de los años 70. Ella escribió y compuso canciones para que lo cantara Asin, temas musicales como "Masdan esp Kapaligiran" y "Himig ng Pag-ibig". También escribió otras canciones como "Mag-CIMI Ka", "Kahapon en Pag-ibig", "Sa Nang Dahil Inyo" y entre otros. Además Asin produjo un álbum discográfico titulado "SINTA" en 1987, con una colección de canciones de amor . Otras canciones de la autoría de Lolita son "Usok", y "ay Irog Ilog Mo Ko" y "Biyaheng Langit", que más adelante fueron incorporados cuando ella se lanzó como solista.

## Discografía
- 1978 ASIN
- 1979 Himig ng Pag-ibig (como ASIN)
- 1981 Lolita y los Boys (vinilo experimental único como Solista)
- 1983 Himig ng Lahi (como ASIN))
- 1984 Mga Ginintuang Awitin
- 1986 Asin sa Atubiling Panahon (como ASIN)
- 1987 Himig Kayumanggi (propia versión de la tradicional filipino Canciones por ASIN)
- 1988 SINTA (propia versión de la tradicional filipino Canciones por ASIN)
- 1991 NENE (primer largometraje disco en solitario)
- 1994 ASIN - Masdan Ang Mo Kapaligiran (EDICIÓN ESPECIAL DEL COLECCIONISTA)
- 1996 LO MEJOR DE LOLITA DE CARBON
- 2001 Pag-ibig, Pagbabago, Pagpapatuloy
- 2005 Ang Bayan Sinilangan Kong - Paglalakbay Sa Mga Awitin ng ASIN (Vicor MÚSICA COLECCIÓN 40 º aniversario)